# Предраг Перишић
Предраг Перишић (Београд, 30. јул 1942) је српски професор, драмски писац, филмски и ТВ сценариста.

## Биографија
Завршио Академију за позориште, филм, радио и телевизију у Београду - одсек Драматургија у класи Јосипа Кулунџића и Ратка Ђуровића.
Завршио је специјалистичке студије у Паризу у класи професора Бернарда Дорта.
Једно време као стипендиста француске владе ради у француској телевизији Антене 2 у периоду 1976 - 1978.
У периоду 1986 - 1990 био је члан Евровизијског форума за развој тв програма из културе и образовања.
Више пута је био члан жирија на међународним и домаћим  филмским и тв фестивалима.
Од 1970 до 2000 запослен у сталном радном односу у РТС: започео је каријеру као драматург, да би потом био уредник, уредник забавне редакције 2 програма, затим уредник редакције за културу а на крају и главни и одговорни уредник Културно - забавног програма РТС.
Аутор је и сценариста више десетина емисија на програмима РТС које су обележиле развој и програмске иновације и постигле изузетну популарност и гледаност на РТС: Максиметар, Од главе до пете, Образ уз образ, Јачи пол, Београд ноћу, Седам плус седам, Формула 1.
Уредник је и аутор низ копродукција с више европских земаља: Игре без граница, Потера за благом, Вече у Дубровнику, Алиса (европски културни магазин).
На јавном конкурсу ФДУ 2000 године бива изабран за ванредног професора на катедри за драматургију за предмет Филмски и тв сценарио, за редовног професора на ФДУ изабран је 2005 године. Од 2002 до 2007 налази се на челу Катедре за драматургију.
Држао је предавања и специјалистичке курсеве на Интердисциплинарним магистарским студијима Универзитета уметности у Београду у оквиру курса Теорија медија и наставу на мастер курсевима Факултета за медије и комуникације Сингидунум.
Од 2010 године се налази у пензији.
У тешкој, несигурној а врло изазовној професији филмског сценаристе, Предраг Перишић има посебан статус јер је у целом опусу у потпуности посвећен обичном животу.
Породица, деца, љубавни проблеми, како преживети живот, како одрасти, а како остарити, како бити и остати добар у свету који то није, укратко - свакодневница. То су изазови и теме које филмски сценариста Предраг Перишић, претежно кроз комедије, гледаоцима с љубављу шаље са малих и великих екрана. Он зна да је обичан живот препун необичних и филмски изазовних ситуација које треба препознати и суочити се с њима. Перишић то чини делотворно, с мером, никад ниско и простачки како се често догађало у домаћим комедијама. Увек у мислима са гледаоцем коме намењује своје приче.
Његов дебитантски рад "Љубавни живот Будимира Трајковића" ушао је у свакодневни говор. Трилогија Рад, Тата и Развод на одређено време показала је могућности комедије у распону од гега и штоса до дубоких животних истина које пласира кроз доброту и наивност својих јунака.
Тако је било и у романтичној комедији "Није лако с мушкарцима", великом филмском хиту у којој је Перишић још једном исказао суштински смисао за обичне људе. Учинио је то и у серији и филму "Полицајац са Петловог брда".
Његови филмови препознатљиви су и по глумачкој екипи, то јест по непревазиђеном филмском трију свих времена: Милени, Бати и Смокију који су тумачећи Перишићеве текстове давали најбоље од себе с лакоћом својственом сам највећим глумцима.
Сви Перишићеви филмски сценарији јесу компактна целина изграђена на призорима из свакодневног живота. Баш тако се зове књига, односно двоброј часописа YU филм данас у коме је објављено седам његових сценарија.

## Филмографија
Написао је и сценарија за следеће дугометражне игране филмове и тв серије:
- 1977 - Љубавни живот Будимира Трајковића (прва награда за сценарио на фестивалу филмског сценарија у Врњачкој бањи, Сребрна арена за сценарио на фестивалу југословенског играног филма у Пули, Награда Београд филма за најгледанији филм године)
- 1980 - Рад на одређено време (Златна арена за најбољу мушку улогу, Награда Јелен - прва награда публике на фестивалу југословенског играног филма у Пули)
- 1982 - Мој тата на одређено време
- 1984 - Матуранти - Пази шта радиш
- 1985 - Није лако с мушкарцима (награда Београд филма за најгледанији филм године)
- 1986 - Развод на одређено време
- 1989 - Медени месец
- 1992 - Полицајац са Петловог брда
- 1993 - 1994 - Полицајац с Петловог брда (серија) ( 1995 добитник годишње награде РТС за најбољи текст домаће тв серије)
- 2000 - Сенке успомена (прва награда за сценарио на фестивалу у Херцег Новом, друга награда за сценарио на фестивалу филмског сценарија у Врњачкој бањи, учешће на фестивалу у Москви у званичној конкуренцији)
- 2010 - Od denes za utre - серија
- 2019 - О животу и о смрти